# Ericka Hart
Ericka Hart (Nueva York, 1986) es una académica, educadora sexual y modelo estadounidense. En 2018, fue incluida en la lista The Root 100 en reconocimiento a su activismo en torno a la salud, el cuerpo, la sexualidad y la representación.

## Trayectoria
Su madre falleció por cáncer de mama cuando ella tenía 13 años, lo que llevó a su familia a trasladarse de Maryland a Puerto Rico. En 2008, se licenció en teatro y psicología en la Universidad de Miami, y posteriormente obtuvo un Master en educación en sexualidad humana en la Widener University. Además, entre 2008 y 2010, fue voluntaria en temas de VIH/sida con el Cuerpo de Paz en Etiopía, donde conoció a Emily Humphrey con quien se casó en 2013 y de quien se separó un año y medio después.
En 2014, con 28 años, le diagnosticaron un cáncer de mama bilateral. En ese momento, no tenía la cobertura de un seguro médico y se vio obligada a trabajar durante un año y medio mientras recibía el tratamiento de quimioterapia. Un mes después de su diagnóstico, se sometió a una mastectomía doble, incorporándose a su trabajo dos semanas después de la operación. Hart ganó visibilidad pública cuando mostró las cicatrices  de su mastectomía en el Festival Afropunk, con el objetivo de generar conciencia sobre el acceso desigual a la salud y reafirmar una imagen positiva de su cuerpo.
Fue profesora adjunta en la Escuela de Trabajo Social de la Universidad de Columbia, donde enseñó sexualidad humana. Tiene experiencia en educación sexual con públicos diversos, desde estudiantes de primaria hasta personas adultas. Su interés en este campo surgió a partir de una experiencia personal en la infancia, que la llevó a cuestionar los tabúes sociales en torno al sexo. En 2020, afirmó que su contrato en Columbia no fue renovado después de expresar preocupaciones sobre el comportamiento de un estudiante que hacía chistes sobre violaciones, además de tener una actitud transfóbica y racista con ella, lo que generó una movilización estudiantil y una petición con más de 1.300 firmas exigiendo la renuncia de los tres decanos involucrados en el caso. 
Hart denunció la falta de apoyo de Columbia a los profesores adjuntos, la mayoría negros o latinos, frente a los profesores a tiempo completo, exigiendo que la Escuela publicase el origen de los profesores adjuntos y y el de los a tiempo completo. En respuesta, la decana  Melissa Begg publicó una estadísticas en la página web de la escuela que mostraban que el dieciocho por ciento del personal a tiempo completo era negro o latino, mientras que el treinta y seis por ciento del profesorado adjunto era negro o latino.
Además de su trabajo educativo, Hart ha participado en sesiones fotográficas y pasarelas mostrando su torso tras una mastectomía doble, como forma de activismo sobre cuerpo, género, salud y representación. Ha posado en toples para la revista Paper,  la revista Out,  y en la pasarela del desfile de otoño de 2018 de Chromat en la Semana de la Moda de Nueva York.  Ha declarado que su intención es ampliar la visibilidad de personas queer y trans racializadas dentro de las narrativas sobre el cáncer de mama.
Hart es copresentadora, junto a Ebony Donnley, del pódcast Hoodrat to Headwrap: A Decolonized Podcast,  que aborda temas sociales desde una perspectiva íntima y con toques de humor. En 2022, colaboró con la aplicación de citas Hinge para ofrecer orientación sobre formas de intimidad no sexual dirigidas a personas asexuales.
Se identifica como persona queer y femme no binaria, y utiliza los pronombres "ella" y "elle". También se identifica como poliamorosa.  Vive en Brooklyn (Nueva York) con su pareja, Ebony Donnley (a quien conoció en Tinder) y su perro Baguette X. Donnley es escritor, ingeniero de audio y manager de Hart. En 2023, Hart dio a luz a su primer hijo, East Francis Coltrane Hart-Donnley. 

## Reconocimientos
En 2018, Hart fue incluida en la lista The Root 100, que reconoce anualmente a las 100 personas afroamericanas más influyentes entre los 25 y los 45 años. Esta distinción destaca a líderes, figuras públicas e innovadoras cuyo trabajo ha tenido un impacto significativo en la sociedad, rompiendo barreras y abriendo camino para las nuevas generaciones. La inclusión de Hart se enmarca en su activismo en torno a la salud, el cuerpo, la sexualidad y la representación, especialmente desde una perspectiva interseccional, visibilizando experiencias históricamente marginadas dentro de la comunidad negra.